# Thanh toán
Thanh toán là sự chuyển giao tài sản của một bên (người hoặc công ty, tổ chức) cho bên kia, thường được sử dụng khi trao đổi sản phẩm hoặc dịch vụ trong một giao dịch có ràng buộc pháp lý.

## Các phương thức thanh toán
Dạng thức đơn giản và cổ xưa nhất của thanh toán là hàng đổi hàng. Trong thế giới hiện đại, các hình thức thanh toán bao gồm tiền mặt, chuyển khoản, tín dụng, ghi nợ, séc, Bitcoin và các loại tiền mã hóa,... Trong giao dịch thương mại, thanh toán thường phải đi kèm với hóa đơn và biên nhận. Trong các giao dịch phức tạp, thanh toán còn bao gồm cả chuyển cổ phiếu và các dàn xếp khác của các bên.

## Tương lai của thanh toán
Theo xu hướng tiêu dùng hiện đại, tiền giấy sẽ được thay thế dần bởi thẻ thanh toán điện tử, thẻ thông minh, ví điện tử, mã vuông (QR) ngay trên cả điện thoại di động.